# Teòfano Martinàcia
Teòfano, anomenada Martinàcia, en grec antic Θεοφανώ, que va morir el 10 de novembre de l'any 897, va ser una emperadriu, esposa de l'emperador romà d'Orient Lleó VI el Filòsof. L'Església Ortodoxa oriental la venera com a santa.

## Família
Nascuda cap al 866 o 867, era filla de Constantí Martinaci i de la seva esposa Anna. La seva família, els Martinacis, estaven vinculats a la Dinastia frígia, que va governar l'Imperi Romà d'Orient del 820 al 867. Les cròniques de Teòfanes continuat, uns relats que són una continuació dels escrits per Teòfanes el Confessor i que tracten especialment el regnat de Constantí VII, parlen d'un possible avantpassat seu que va viure durant el regnat de l'emperador Teòfil que ho va ser des del 829 fins al 842. Segons aquestes Cròniques, existia en aquell moment un membre de la família Martinaci vinculat per matrimoni amb l'emperador Teòfil. Una profecia deia que un membre dels Martinacis governaria algun dia l'Imperi Romà d'Orient. Per fer front a aquests rumors, l'emperador Teòfil va obligar aquest membre de la família Martinaci a fer-se monjo i a convertir la seva casa en un monestir.

## Emperadriu
Simeó Metafrastes diu a les seves Cròniques que el matrimoni de Lleó VI i Teòfano hauria tingut lloc durant el setzè any del regnat de Basili I el Macedoni (cap al 883). Lleó VI era fill de Basili i d'Eudòxia Inguerina. Però Eudòxia era amant del seu predecessor, l'emperador Miquel III, considerat el pare natural de Lleó. En tot cas, el matrimoni de Lleó VI i Teòfano es va dur a terme per iniciativa de l'emperador Basili I, contra l'opinió de Lleó VI. La complicada relació entre pare i fill hauria tingut un paper important en la ruptura d'aquest matrimoni. Quan l'emperador Basili I va morir el 29 d'agost de 886, Lleó VI el Filòsof el va succeir al tron i la seva esposa Teòfano es va convertir en emperadriu.
Durant la seva joventut, Teòfano havia seguit estudis religiosos, que van influir profundament en la seva acció com a emperadriu. Estava molt lligada a les seves creences religioses. Segons la tradició hagiogràfica romana d'Orient, Teòfano passava la major part dels seus dies resant i escrivint salms i himnes a Déu.
L'historiador Simeó Metafrastes indica que Lleó VI es va enamorar de Zoè Zaützena durant el tercer any del seu regnat, el 889. Zoè es va convertir en l'amant de Lleó VI abans de substituir Teòfano com a esposa.

## Vida monàstica
Abandonada per Lleó, Teòfano es va retirar a un monestir situat vora el Palau de Blaquernes a Constantinoble durant el setè any del seu regnat, cap al 893. Si aquesta decisió va ser voluntària o no, tant Teòfanes continuat com Simeó Metafrastes no ho deixen clar, però sembla lògica per seva devoció a l'Església, una devoció que va mantenir durant tota la seva vida. Zoe la va substituir immediatament al palau i en les seves funcions a la cort imperial.
La situació de Teòfano entre el 893 i el 897 és contradictòria en les fonts existents. Segons l'historiador Simeó, el matrimoni de Lleó VI i Teòfano s'hauria anul·lat oficialment el 893, cosa que hauria permès a Lleó i Zoè casar-se l'any següent, el 894. Les cròniques de Teòfanes continuat al contrari afirmen que el seu matrimoni encara era vigent i que Zoe tenia només la condició d'amant de l'emperador.
Teòfano va morir al seu monestir el 10 de novembre del 897. Segons Teòfanes continuat i també segons Simeó Metafrastes, Zoè hauria estat coronada emperadriu i nomenada Augusta només després de la mort de Teòfano.
Segons el llibre Ἔκθεσις τῆς Βασιλείου Τάξεως, De Ceremoniis Aulae Byzantinae escrita per Constantí VII, Lleó i Teòfano van tenir una filla, de nom Eudòxia, que va morir molt jove i va ser enterrada a l'Església dels Sants Apòstols de Constantinoble.